# Jarret Thomas
Jarret John „J.J.“ Thomas (* 6. April 1981 in Fairbanks, Alaska) ist ein ehemaliger US-amerikanischer Snowboarder.

## Werdegang
Durch einen Sieg bei den X Games in der Superpipe konnte sich Thomas für die Olympischen Winterspiele 2002 in Salt Lake City qualifizieren. In der Halfpipe gewann Thomas die Bronzemedaille.
Bei den Olympischen Winterspielen 2018 in Pyeongchang agierte er als Trainer von Shaun White, der in der Halfpipe die Goldmedaille gewann.